# ハロー!RNC
『ハロー!RNC』（ハロー アールエヌシー）は、西日本放送で放送されていた広報番組。

## 概要
放送当日あるいは近日放送予定の注目番組を通常の番宣CMよりも長いVTRで紹介。実際には、日本テレビが自局での番宣用に長めに制作したVTRをそのまま使用していた。オープニングでは西日本放送の女性アナウンサーが日替わりで登場し、VTRに繋げていた。
番組は、当時のテレビドラマ再放送枠の終了直後と『RNCワイドニュースプラス1』の開始直前の17:23 - 17:25に約2分間放送されていた。正確な放送開始日時・終了日は不明だが、1995年 - 1998年までは放送されていた事が確認されている。